# Sarghis Baghdasaryan
Sarghis Baghdasaryan (in armeno: Սարգիս Իվանի Բաղդասարյան) (Banadzor, 5 settembre 1923 – Erevan, 19 giugno 2001) è stato uno scultore armeno.
L'opera più nota di Baghdasaryan è il monumento in tufo denominato "Siamo le nostre montagne" che si trova a Stepanakert, capitale della Repubblica di Artsakh e di cui è simbolo nazionale.

## Galleria d'immagini

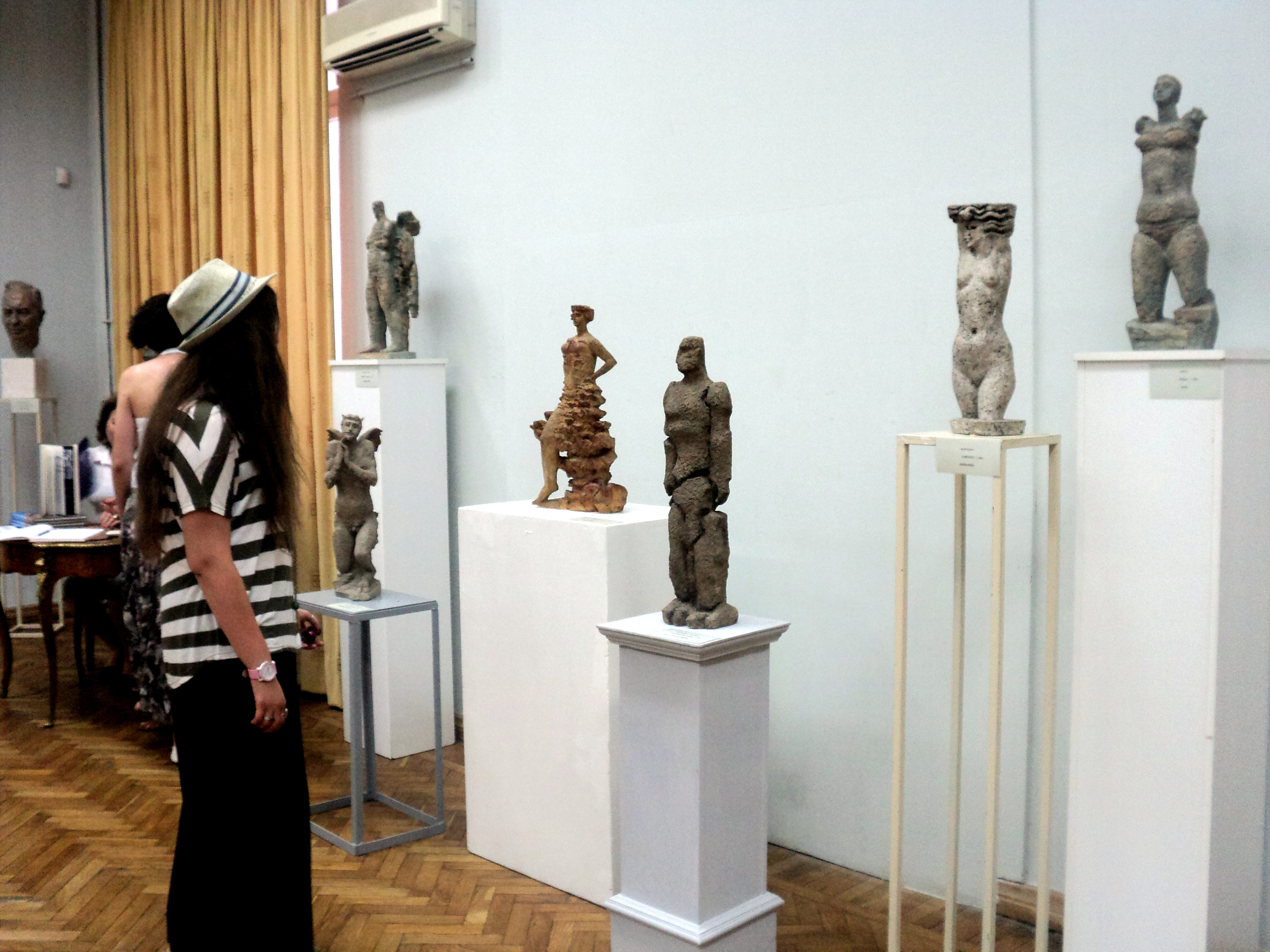
Personale per i 90 anni dello scultore alla Galleria nazionale dell'Armenia